# Bandenbekämpfung
Na história militar alemã, Bandenbekämpfung  (alemão; lit. '"combate de bandidos"), também guerra de segurança nazista (durante a Segunda Guerra Mundial), refere-se ao conceito e doutrina militar de combater a resistência ou insurreição em a área de retaguarda durante a guerra através de extrema brutalidade. A doutrina fornecia uma justificativa para desrespeitar as leis de guerra estabelecidas e para direcionar qualquer número de grupos, de guerrilheiros armados à população civil, como "bandidos" ou "membros de gangues", tornou-se fundamental nos crimes em massa contra a humanidade cometidos pelos dois regimes, incluindo o genocídio Herero e Namaqua e o Holocausto.